# شوندورف
شوندورف (به آلمانی: Schondorf) یک شهر در آلمان است که در بایرن واقع شده‌است.

## خصوصیات
شوندورف ۳٬۹۷۳ نفر جمعیت دارد.